# Bahnhof Berlin Hermannstrasse
Hermannstrasse är en S-bahn- och tunnelbanestation i Berlin, som fått sitt namn efter gatan Hermannstrasse. Gatan går genom i stadsdelsområdet Neukölln och är cirka 2,6 kilometer lång och stationen ligger i stadsdelen med samma namn. S-bahnstationen öppnade 1899 och ligger på Ringbahn. Som ett resultat av Reichsbahnstrejken 1980 stängdes S-Bahnstationen Hermannstrasse och öppnades inte igen förrän 1993.

## Tunnelbanestationen Hermannstrasse
Även om tunnelbanelinjens historia går tillbaka till 1920-talet dröjde det ända fram till 1996 innan Hermannstrasse blev slutstation. Planerna på att ha slutstationen på Hermannstrasse sträcker sig tillbaka till 1910. Det var sedan tänkt att det skulle ske 1930 men den ekonomiska krisen gjorde att arbetet avbröts. Under andra världskriget tjänade utrymmet som skyddsbunker. När staden delades fanns inget intresse i Västberlin att ansluta tunnelbanan till det av DDR körda S-Bahns station på Hermannstrasse. Efter återföreningen började arbetet med att åter trafikera Berlins ringbana och därmed också ansluta linje U8 till S-Bahnnätet. 1996 invigdes så tunnelbanestationen som var den sista stationen som formgavs av Rainer G. Rümmler.

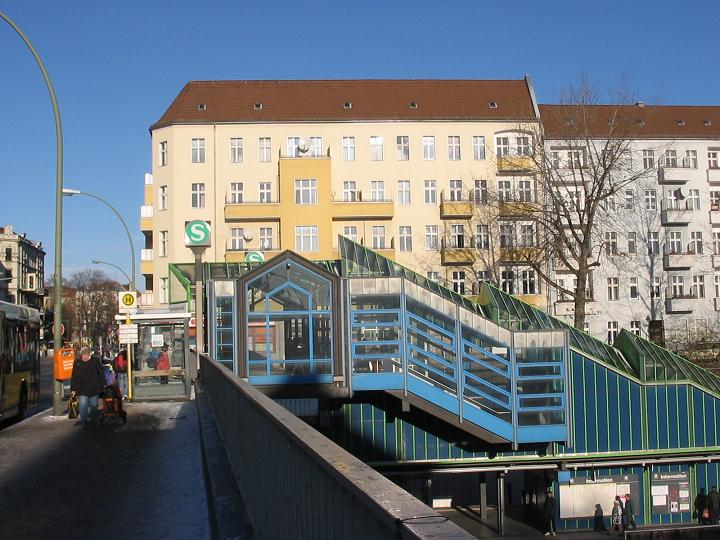
S-Bahn entré
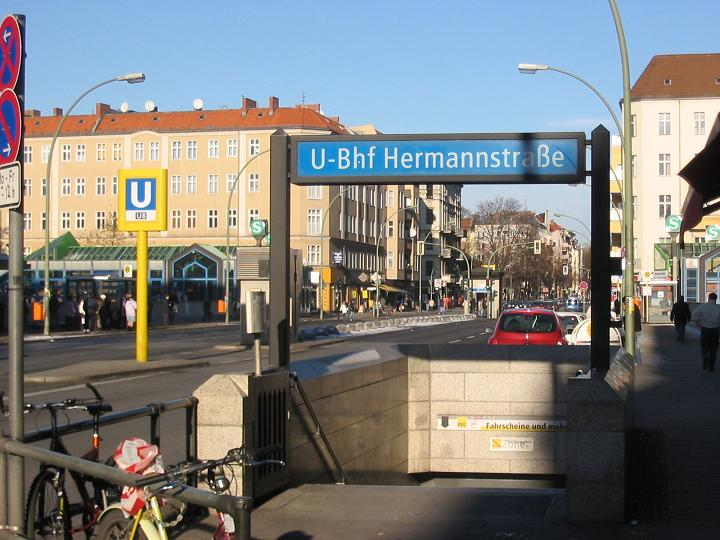
U-Bahn entré
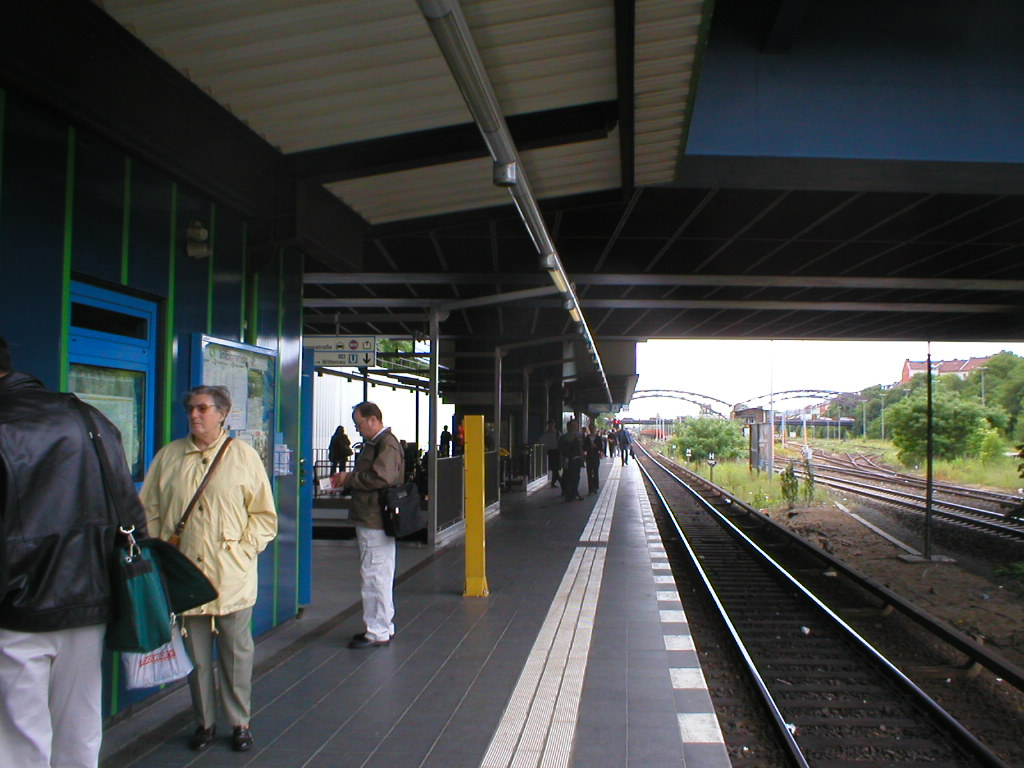
S-Bahn
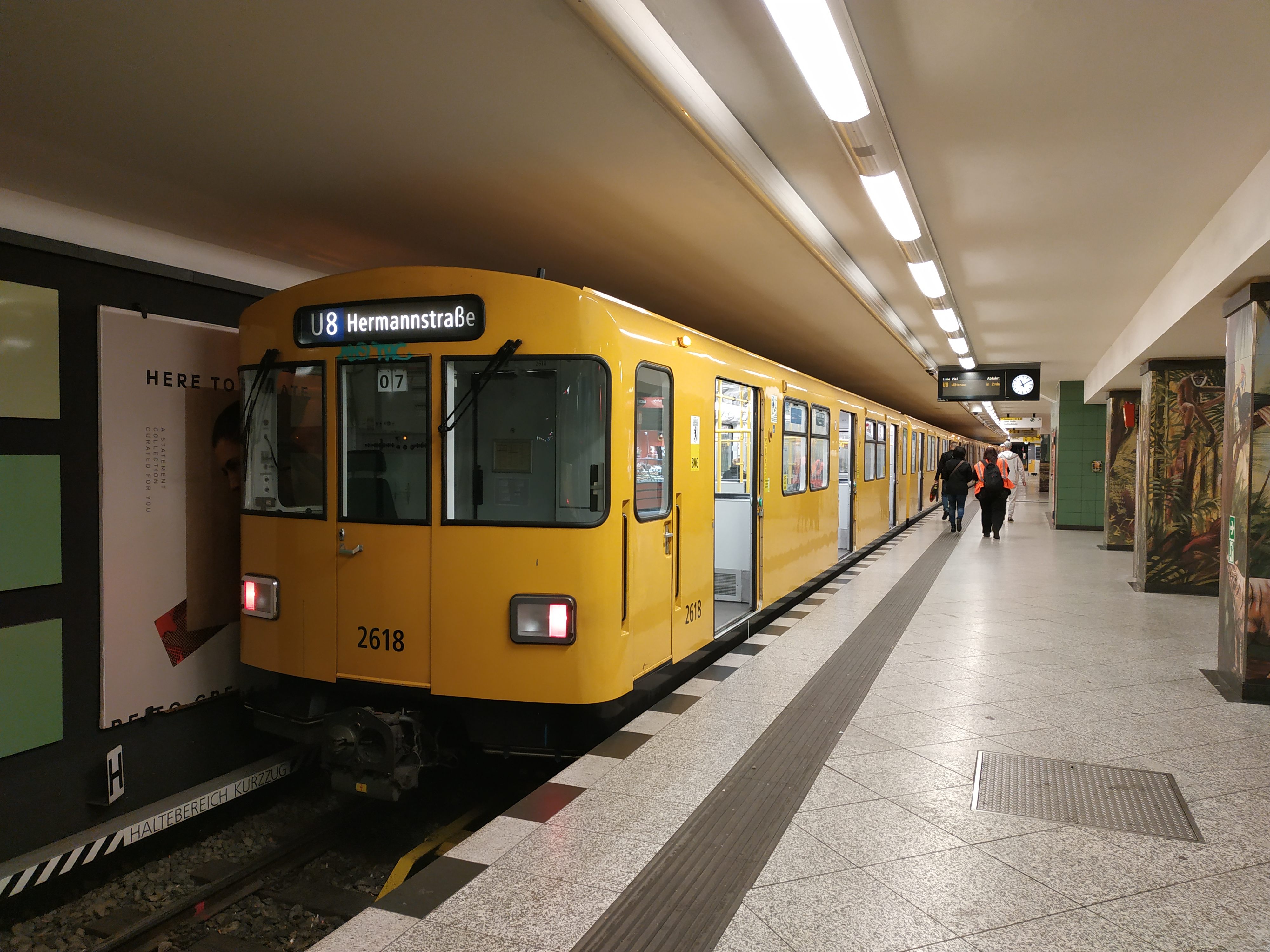
U-Bahn
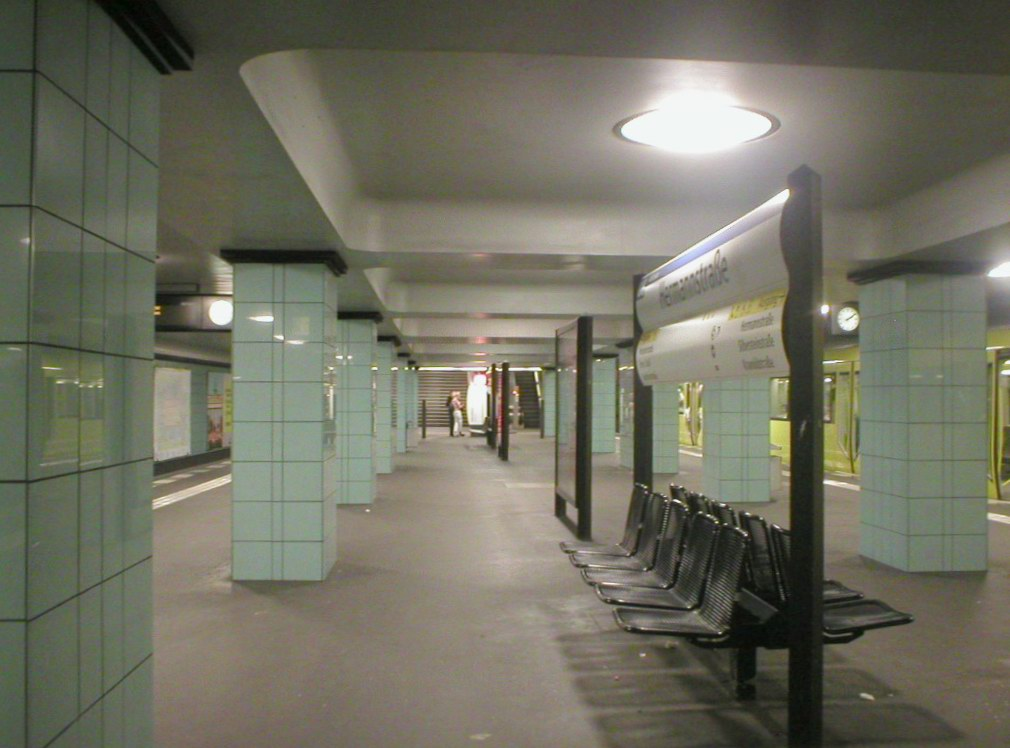
U-Bahn innan renoveringen
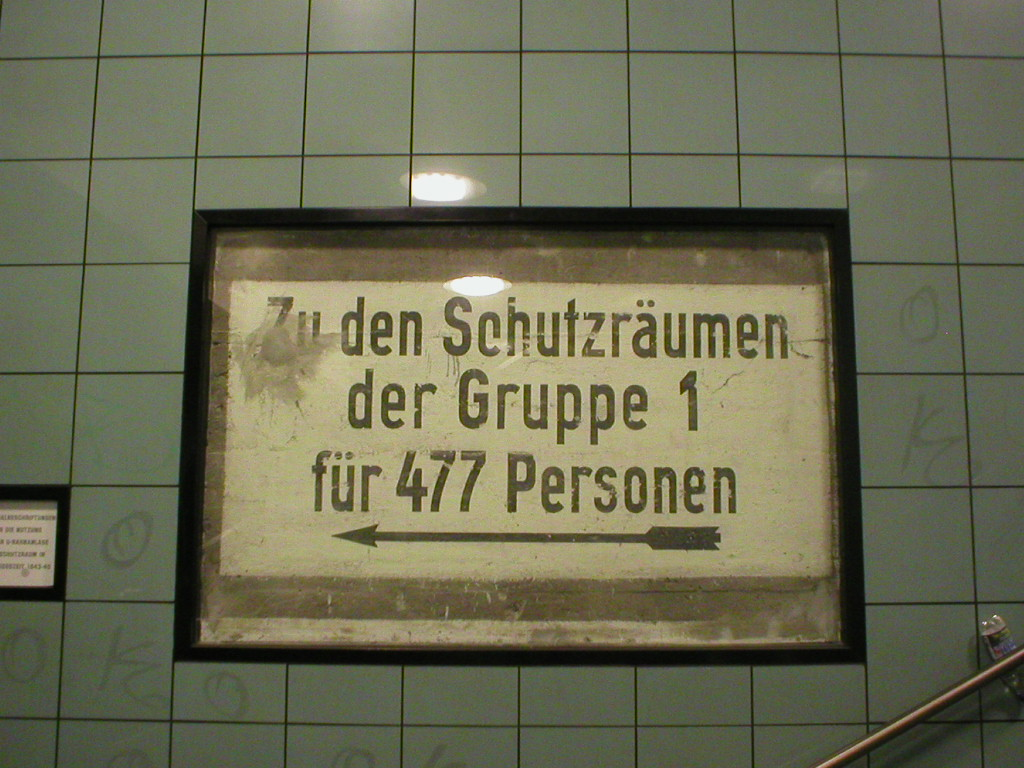
Under andra världskriget blev stationen skydd mot flyganfall.